# صناديق أسواق النقد
صندوق سوق النقد (يُعرف أيضًا باسم صندوق الاستثمار المشترك في سوق المال) هو صندوق استثمار مشترك مفتوح النهاية يستثمر في أوراق الدين قصيرة الأجل مثل سندات الخزانة الأمريكية والأوراق التجارية. تُدار صناديق سوق المال بهدف الحفاظ على قيمة أصول مستقرة للغاية من خلال الاستثمارات السائلة، مع دفع دخل للمستثمرين في شكل أرباح موزعة. على الرغم من أنها غير مؤمنة ضد الخسارة، إلا أن الخسائر الفعلية نادرة جدًا من الناحية العملية.